# Варшувек
Варшувек (пол. Warszówek) — село в Польщі, у гміні Павлув Стараховицького повіту Свентокшиського воєводства.
Населення — 485 осіб (2011).
У 1975-1998 роках село належало до Келецького воєводства.

## Демографія
Демографічна структура на день 31 березня 2011 року:
|          | Загалом | Допрацездатний вік | Працездатний вік | Постпрацездатний вік |
| -------- | ------- | ------------------ | ---------------- | -------------------- |
| Чоловіки | 246     | 50                 | 174              | 22                   |
| Жінки    | 239     | 50                 | 136              | 53                   |
| Разом    | 485     | 100                | 310              | 75                   |